# ジェルジ・クルチャール
ジェルジ・クルチャール (Gergely Kulcsár、1934年3月10日 - 2020年8月12日)は、ハンガリーの陸上競技選手。やり投の選手として1960年ローマオリンピックから4大会連続してオリンピックに出場し、ローマ大会から3大会連続しメダルを獲得した選手である。

## 経歴
ローマ大会では78.57mの記録で、ソ連のビクトル・チブレンコ(Viktor Tsybulenko)、ドイツのヴァルター・クリューガー(Walter Krüger)に次いで銅メダルを獲得。1964年東京大会では、82.32mでフィンランドのパウリ・ネヴァラ(Pauli Nevala)に次いで銀メダル、メキシコ大会では87.06mの記録で、ソ連のヤーニス・ルーシス(Jānis Lūsis)、フィンランドのヨルマ・キンヌネン(Jorma Kinnunen)に次いで銅メダルを獲得を獲得した。

## 主な実績
| 年   | 大会                 | 場所                         | 種目   | 結果 | 記録   |
| ---- | -------------------- | ---------------------------- | ------ | ---- | ------ |
| 1958 | ヨーロッパ陸上選手権 | ストックホルム(スウェーデン) | やり投 | 3位  | 75.26m |
| 1959 | ユニバーシアード     | トリノ(イタリア)             | やり投 | 2位  | 75.80m |
| 1960 | オリンピック         | ローマ(イタリア)             | やり投 | 3位  | 78.57m |
| 1961 | ユニバーシアード     | ソフィア(ブルガリア)         | やり投 | 1位  | 77.65m |
| 1962 | ヨーロッパ陸上選手権 | ベオグラード(ユーゴスラビア) | やり投 | 5位  | 76.89m |
| 1963 | ユニバーシアード     | ポルトアレグレ(ブラジル)     | やり投 | 3位  | 77.62m |
| 1964 | オリンピック         | 東京(日本)                   | やり投 | 2位  | 82.32m |
| 1966 | ヨーロッパ陸上選手権 | ブダペスト(ハンガリー)       | やり投 | 3位  | 80.54m |
| 1968 | オリンピック         | メキシコシティ(メキシコ)     | やり投 | 3位  | 87.06m |
| 1969 | ヨーロッパ陸上選手権 | アテネ(ギリシャ)             | やり投 | 4位  | 81.14m |
| 1971 | ヨーロッパ陸上選手権 | ヘルシンキ(フィンランド)     | やり投 | 15位 | 76.48m |
| 1972 | オリンピック         | ミュンヘン(西ドイツ)         | やり投 | 14位 | 77.24m |